# 埃爾伍德 (新澤西州)
埃爾伍德（英語：Elwood）是位於美國新澤西州大西洋縣的普查規定居民點。

## 人口
根據2020年美國人口普查的數據，埃爾伍德的面積為8.27平方千米，皆為陸地。當地共有人口1215人，而人口密度為每平方千米146.92人。